# Nőtincs
Nőtincs es un pueblo ubicado en el condado de Nógrád, Hungría.

## Superficie
Posee una superficie de 20,47 kilómetros cuadrados.

## Demografía
Hasta 2021 la población era de 1158 habitantes, con una densidad de población de 56,57 habitantes por kilómetro cuadrado.